# 徐宁 (演员)
徐宁（1960年—），女，满族，黑龙江哈尔滨人，中国演员，中国电影家协会会员，中国电影金鸡奖最佳女配角得主。